# Winter Carols
Sjätte studioskivan med Blackmore's Night som släpptes i november 2006. Andra skivan detta år blev en med jultema.

## Låtlista
1. Hark The Herald Angel Sing Come Al
2. I Saw Three Ships
3. Winter (basse Dance)
4. Ding Dong Merrily On High
5. Ma-o-tzur
6. Good King Wenceslas
7. Lord Of The Dance
8. We Three Kings
9. Wish You Were Here*
10. Emmanuel
11. Christmas Eve
12. We Wish You A Merry Christmas

Rednex cover*